# Chauna
Chauna је род птица из породице вриштавци. Постоје две врсте које могу да се пронађу у мочварама Јужне Америке. Те врсте су:
- Јужни крештавац или јужни вриштавац
- Северни вриштавац

Вриштавци су велике и гломазне птице. Главе су им мале и паперјасте, а ноге дуге и дебеле, пловне кожице су им веома мале (прсте повезују само у корену). Имају по једну велику „канџу” на оба крила које користе у борбама за женке и у територијалним споровима. Јужни вриштавац се сматра штеточином јер напада усеве и представља конкуренцију живини. За разлику од јужног, северни вриштавац је релативно редак и сматра се за скоро угрожену врсту.